# Russische Musikgesellschaften
Musikgesellschaften  bzw. Musikvereine entstanden in Russland ab Ende des 18. Jahrhunderts.
Die erste bedeutende Musikgesellschaft, in der Berufsmusiker (im Orchester) zusammengeschlossen waren, wurde 1802 mit der Sankt Petersburger Philharmonischen Gesellschaft (Санкт-Петербургское филармоническое общество) gegründet, die systematisch Konzerte mit symphonischer Musik und Oratorien veranstaltete. 1840 wurde in Sankt Petersburg eine Symphonische Gesellschaft (Симфоническое общество) gegründet, 1850 eine Konzertgesellschaft (Концертное общество), die sich mit der Förderung der klassischen Musik befasste. 1859 wurde die Russische Musikgesellschaft ins Leben gerufen. Die Russische Chorgesellschaft wurde 1878 in Moskau und die Moskauer Philharmonische Gesellschaft 1883 gegründet. Andere Musikvereine sind der Petersburger Kammermusikverein (Петербургское общество камерной музыки) (1872–1915), der Russische Musikliebhaberkreis (Кружок любителей русской музыки) (1896–1912, Moskau), das „Haus des Liedes“ (Дом песни) (1908–1918, Moskau), die Musiktheoretische Bibliothek (Музыкально-теоретическая библиотека) (1908–1924, Moskau) und andere. Nach der Oktoberrevolution wurden öffentliche Musikorganisationen gegründet – die Assoziation für zeitgenössische Musik (Ассоциация современной музыки) (1923–Anfang der 30er Jahre, Leningrad, Moskau), die Russische Vereinigung der proletarischen Musiker Российская ассоциация пролетарских музыкантов (1923–1932), die Vereinigung der revolutionären Komponisten und Musiker (Объединение революционных композиторов и музыкальных деятелей) (1925–1932). Allukrainische Gesellschaft. N. D. Leontowitsch (Всеукраинское общество им. Н. Д. Леонтовича) (1921–1928) und andere. In den Jahren 1931–1935 existierte das Internationale Musikbüro der Komintern (Международное музыкальное бюро) in Moskau, eine Vereinigung von Arbeiter- und revolutionären Musikorganisationen in Österreich, Deutschland, den USA, der UdSSR, Frankreich und Japan. 1932 wurde in Moskau der Sowjetische Komponistenverband Союз композиторов СССР gegründet, 1957 die Allrussische Chorgesellschaft Всероссийское хоровое общество.